# Dům Reichl
Dům Reichl je původně měšťanský dům na náměstí Krále Jiřího z Poděbrad v Chebu. Je pojmenovaný po rodu Reichlů, který dům vlastnil mezi lety 1685 a 1758.
V jádru se jedná stále o gotický dům, který byl roku 1685 přestavěn stavitelem Thomasem Reichlem, jehož jméno je uvedeno na sloupu ve vstupní hale s žebrovou křížovou klenbou. Dům má raně barokní průčelí. Asymetrické uspořádání oken a lomený oblouk pak odkazují na původní gotické jádro. Interiér byl výrazně přestavěn v 50. letech.